# Línea Naranja (Metro de Boston)
La línea Naranja (en inglés: Orange line) es una de las cuatro líneas de tránsito rápido del Metro de Boston. El sistema consiste en 19 estaciones y es operado por la Autoridad de Transporte de la Bahía de Massachusetts o BMTA por sus siglas en inglés. La línea se extiende desde la estación Oak Grove en Jamaica Plain, Massachusetts hasta la estación Forest Hills en Malden, Massachusetts. La línea fue inaugurada en 1901.

## Ruta actual

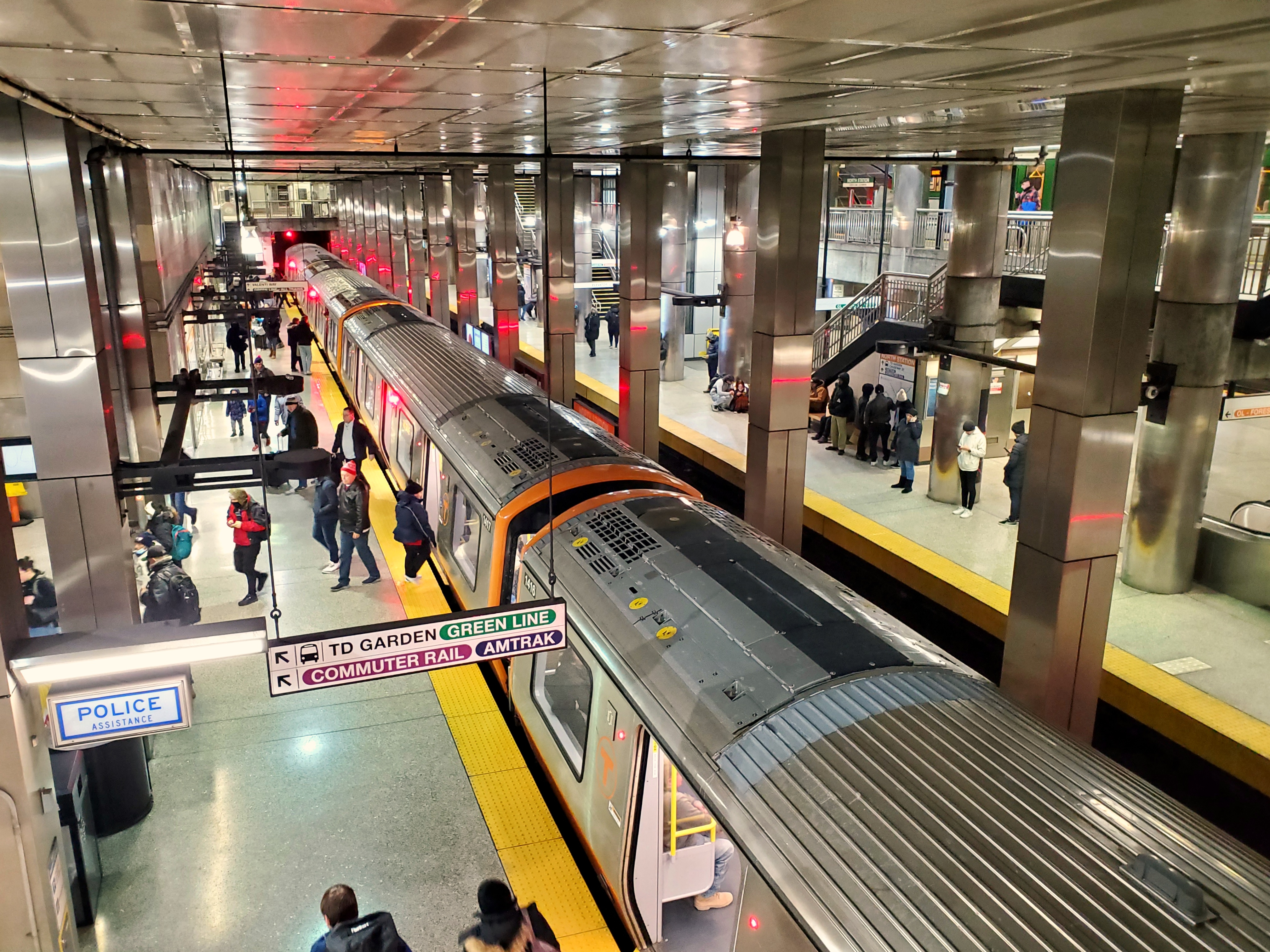
Un tren de la Línea Naranja en dirección norte en la Estación Norte en diciembre de 2022.

La línea se conecta con la Línea Roja en Downtown Crossing, la Línea Azul en State y la Línea Verde en Haymarket y North Station. Se conecta con Amtrak y el servicio de Cercanías en Back Bay y North Station, y Ruggles en Roxbury y en Forest Hills.  Desde 1901 a 1987 ha proveído a la ciudad de Boston como la primera línea elevada; la última sección elevada fue derribada en 1987 cuando la sección sur de la línea cambió al Southwest Corridor. El actual nombre, fue asignado en los años 1960s, y viene de la Calle Orange (Calle Naranja), un nombre antiguo para una sección de la Calle Washington que está al sur del centro de Boston en donde pasa el Túnel de la Calle Washington.